# Planipapillus berti
Planipapillus berti är en klomaskart som beskrevs av Reid 2000. Planipapillus berti ingår i släktet Planipapillus och familjen Peripatopsidae. Inga underarter finns listade i Catalogue of Life.